# Реакція Вюрца-Фіттіга
Реакція Вюрца-Фіттіга — це хімічна реакція арилгалогеніду, алкілгалогенідів та металевого натрію з утворенням заміщених ароматичних сполук.
Після роботи Шарля Адольфа Вюрца з індукованої натрієм реакції сполучення алкілгалогенідів (реакція Вюрца), Вільгельм Рудольф Фіттіг розширив цей підхід до сполучення алкілгалогеніду з арилгалогенідом. Ця модифікація реакції Вюрца вважається окремим процесом і названа на честь обох вчених.
Реакція є дуже зручною для отримання охідних бензену.
Реакція найкраще працює для утворення асиметричних продуктів, якщо галогенідні реагенти якимось чином розділені за своєю відносною хімічною реакційною здатністю. Один зі способів досягти цього — утворення реагентів з галогенами різних періодів. Зазвичай алкілгалогенід роблять більш реакційноздатним, ніж арилгалогенід, що збільшує ймовірність того, що алкілгалогенід першим утворить натрійорганічний зв'язок і, таким чином, діятиме ефективніше як нуклеофіл по відношенню до арилгалогеніду. Зазвичай цю реакцію використовують для алкілування арилгалогенідів. За допомогою ультразвуку натрій реагує з деякими арилгалогенідами, утворюючи біфенільні сполуки.

## Механізм
Механізм реакції Вюрца — Фіттіга не був предметом сучасних досліджень. Колись було запропоновано, що цей процес передбачає поєднання алкільних та арильних радикалів.
Інша механістична пропозиція передбачала утворення натрійорганічних проміжних продуктів. Реакція натрію та хлорбензолу утворює трифенілен, який відіграє певну роль у функціонуванні радикалів. Роль натрійорганічних сполук підтверджується непрямими доказами. Наприклад, додавання вуглекислого газу до суміші натрію та ізобутилброміду призводить до утворення 3-метилбутанової кислоти після обробки кислотою.

## Використання інших металів
Реакцію Вюрца-Фіттіга можна проводити з використанням інших металів. Деякі приклади включають калій, ферум, купрум та літій. При використанні літію реакція відбувається з помітним виходом лише під дією ультразвуку. Відомо, що ультразвук відщеплює атоми галогенів від арил- та алкілгалогенідів за допомогою вільнорадикального механізму.

## Застосування
Реакція Вюрца-Фіттіга має обмежене застосування, оскільки вона супроводжується побічними реакціями, включаючи перегрупування та елімінування. Цю реакцію було застосовано для лабораторного синтезу деяких кремнійорганічних сполук. Одним із прикладів є перетворення тетраетилортосилікату на моно-трет-бутоксипохідне з виходом 40 %, як це підсумовано в цьому ідеалізованому рівнянні:
 Si(OC2H5)4  +  2 Na  +  (CH3)3CCl   →  Si(OC2H5)3OC(CH3)3  +  NaCl  +  C2H5ONa
Використовували розплавлений натрій.
Інші кремнійорганічні сполуки, синтезовані за допомогою реакції Вюрца-Фіттіга, включають силільовані каліксарени та вінілсилани.